# Мадонна у лестницы
«Мадо́нна у ле́стницы» (итал. Madonna della scala; также «Мадо́нна на ле́стнице») — мраморный барельеф, созданный Микеланджело ок. 1491 года[а]. Это первое независимое, наиболее раннее из сохранившихся произведений мастера. Фриц Эрпель писал, что в этом произведении «…уже узнается зрелый Микеланджело, в захватывающем контрасте между благородной шеей и грудью Мадонны и атлетическим плечом младенца Христа, между линеарной перегруженностью спины мадонны и бегущей игрой складок её одежды». Шильяно назвал барельеф «загадочным, преждевременным». По его мнению, в барельефе «Мадонна у лестницы» юный скульптор «освоил и придал новую форму урокам Донателло, своего выдающегося предшественника», «присоединился к большой скульптурной традиции».

## История произведения
(…) Маэстро Бертольдо удивлённо глянул на мою работу, начал изучать линию наклона головы и могущественность осанки. (…) Младенец не благословляет, он спит (...). Все привыкли к тому, что ребёночек всегда благословляет, да, все к этому привыкли ... Он долго изучал выражение лица Марии. Перечислял мне художников, от которых я уклонился. Называл имена: Бенедетто да Майяно, мессер Росселино, Лука делла Роббиа, называл и другие. Сказал, что самое главное, чего недостаёт моей Мадонне, это улыбки. Привыкли, чтобы она улыбалась, да, все к этому привыкли ... Мария снисходительна к человеческой боли. А моя Матерь Божия не снисходительна. Она — повелительница и царица. И всё же сидит на лестнице (…) 
 В эти страшные времена неуверенности и смятения Матерь Божия — на лестнице. Это означает, что уже скоро конец света
Образ Мадонны с Младенцем был  распространён в итальянском искусстве конца XV столетия. Он разрабатывался и живописцами, и скульпторами. В частности, среди наиболее известных картин художников Флоренции периода проторенессанса и раннего Возрождения является «Мадонна с Младенцем и двумя ангелами» Франческо Пезеллино, «Мадонна с Младенцем» Филиппино Липпи, «Мадонна Маньификат» Сандро Боттичелли, «Мадонна» Нери ди Биччи и другие. В скульптуре к этому образу обращались Бернардо Росселлино, Дезидерио да Сеттиньяно, Андреа Орканья, Агостино ди Дуччо, Бенедетто да Майано, Мино да Фьезоле и другие. С барельефов — «Дева Мария с Младенцем» Луки делла Роббиа, произведения Антонио Росселино, Донателло и других.
С 1490 по 8 апреля 1492[б] Микеланджело, который с 1489 года был учеником в школе рисунка Бертольдо ди Джованни, расположенной в «Садах Сан-Марко» во Флоренции, организованной Лоренцо Медичи Великолепным ), жил в 
Палаццо Медичи. Мрамор для учеников, а также все другие необходимые материалы закупались на деньги Лоренцо, но готовое произведение становилось собственностью художника. В отличие от его более позднего «Вакха», и «Мадонна у лестницы», и «Битва кентавров» сделаны из каррарского мрамора[в].
«Мадонна у лестницы» оставалась в семье Микеланджело до самой смерти художника в 1564 году. В 1566 году Леонардо, племянник Микеланджело, подарил барельеф Козимо I Медичи, предварительно сделав бронзовую копию. Новый герцог Медичи в 1616 году вернул скульптуру семье. Позднее его передали в коллекцию музея Каза-Буонарроти (1617). В музее барельеф находится на соседней стене с «Битвой кентавров».
В 1930 году сделан гипсовый прототип барельефа, а в 2010 году из него было сделано ещё восемь бронзовых копий (литьё — Fonderia Marinelli).
В 2008 году вышла книга фотографий произведений скульптора «Микеланджело: Рука мастера» (итал. «Michelangelo: La Dotta Mano»). Точная копия барельефа «Мадонна у лестницы», выполненная из мрамора, стала обложкой этого издания. Начальная цена за книгу составляла около 100 тыс. евро (сама книга, чехол и подставка для неё, а также 500 лет гарантии). Выход книги был приурочен к празднованию 500-летия начала работ Микеланджело над фресками потолка Сикстинской капеллы. Всего было запланировано выдать 33 экземпляра книги.

### Вопрос авторства
Про это произведение Микеланджело не упоминает Асканио Кондиви, но оно упоминается во втором издании «Жизнеописаний» Вазари (1568). Колин Айслер (англ. Colin Eisler), профессор Института искусств Нью-Йоркского университета, полностью отрицал аутентичность барельефа.

## Описание
По композиции «Мадонна у лестницы» напоминает живопись, но отличается от неё. Барельеф изображает женщину, сидящую у лестницы на камне. Рядом с ней играют четверо детей — трое на лестнице, а один чуть виднеется из-за её плеча. Изображённое близко к бытовому жанру, отсюда и лестницы, и озорники-дети.

### Мадонна
Микеланджело отказался от фронтального ракурса. Женщина сидит и смотрит в сторону, а не на зрителя. Нимб вокруг её головы подчеркивает, что это — Богоматерь. Круг сияния несколько выступает за плоскость и частично заходит на необработанную часть мрамора. К Марии льнет сонный ребёнок, правая ручка которого заброшена за спину. Мать нежно прикрывает головку любимого ребёнка, чтобы не разбудить его. Младенец изображён без нимба. Поза мадонны будто расслабленная, что подчеркнуто скрещенными ногами. Мария задумчива, она предчувствует свою трагическую судьбу и знает, что ждет её сына.
Мадонна юного Микеланджело (в то время ему было 15−16 лет) — это крепкая и мощная женщина, а не хрупкая, вялая или простоватая, как в произведениях других тогдашних художников. Его мадонна отличается и от мадонн Донателло, и Джованни Пизано, которые изображали их полными боли. Она способна родить богатыря и воспитать героя. Нечто подобное встречается у Мазаччо, произведения которого тщательно изучал и зарисовывал молодой Микеланджело[г].
По Саймондзу, уже в этой мадонне прослеживаются намеки на «волшебное величие» дальнейших его работ.
Марсель Брион писал, что фигура женщины создаёт впечатление монументальности произведения, несмотря на его небольшие размеры, а голые лестничные марши и каменный куб контрастируют с мягкими линиями её одежды. По мнению Либмана, эта внутренняя монументальность проявляется «даже у крутых ступень, высоких для простых смертных».

### Младенец
Иисус изображён очень необычно — спиной к зрителю. С одной стороны — это просто ребёнок, уснувший у матери на груди, с другой — его правая рука, мускулистая, совсем недетская, подчеркивает божественность его природы. Безволие запрокинутой правой руки также использовалась Микеланджело как символ сна или смерти. Так изображены «Лоренцо II Медичи», Иисус «Флорентийской Пьеты». Также впервые в истории искусства взгляды матери и её ребёнка не обращены друг на друга или в одну сторону.
Уже в этом барельефе проявляется его желание изображать сильное, подтянутое тело, а его дальнейшие скульптуры будут излучать амбивалентность и противоречия.

### Дети
В произведениях художников Возрождения и барокко часто изображались маленькие мальчики, иногда с крыльями. Их ещё называют «путти» (итал. putti, множественное число от итал. putto — «маленький мальчик», «амур»). Этот элемент также использовал Донателло. У Микеланджело изображения детей играют не только декоративную роль. Они могли трактоваться как внутренние символы, художественное выражение концепции нервов[д].
Дети держат длинную ткань. Возможно — плащаницу, которой со временем будет закутано тело Христа.

### Лестница
По мнению Гэри Радке (англ. Gary Radke), профессора истории искусства, «Мадонна у лестницы» предназначена для созерцания снизу вверх, стоя на коленях. Тогда появляется перспектива, которая кажется несколько примитивной, если смотреть на барельеф на уровне глаз. Этого эффекта Микеланджело достиг за счёт специфической резьбы линий ступенек, и это подчеркивается также правой ногой мадонны, которая несколько выше выступает над поверхностью чем другие элементы барельефа, а следовательно является ближайшей к зрителю.

## Техника выполнения
Для создания барельефа Микеланджело использовал разновидность низкого, почти линеарного рельефа «скьяччато» (итал. rilievo schiacciato — cдавленный, приплюснутый рельеф), характерный для некоторых ранних произведений Донателло, который ему подсказал Бертольдо ди Джованни. Об очевидности этого подражания писал и Вазари: «Микеланджело, будучи ещё молодым, пытался подражать манере Донателло и имел в этом успех, потому что эта Мадонна кажется настоящим произведением Донателло, за исключением лишь того, что в ней больше грации и чёткости рисунка». Айнем писал, что эта работа Микеланджело напоминает древнегреческие произведения IV века, но не считает, что можно это утверждение проследить далее. Поверхность барельефа «Мадонна у лестницы» тщательно отшлифована, чем отличается от другого раннего произведения скульптора «Битва кентавров».

## Интерпретации
Существуют различные трактовки образа «Мадонны у лестницы».
По Фрицу Эрпели, перила лестниц и линия спины Иоанна Крестителя, склонившегося на них, образуют крест, который выходит или заканчивается правой ладонью Богоматери. Пять ступеней напоминают о лестницах палача[е]. Эрпель также обращает внимание на то, что детей четверо, и четверо евангелистов было среди апостолов Христа.
Говард Бенджамин Гиббард (англ. Howard Benjamin Hibbard), американский искусствовед, профессор Колумбийского университета, считал, что куб, на котором сидит Мадонна, может символизировать герметичное совершенство. Также Христос является краеугольным камнем церкви[ж], а именно его Мария держит на коленях.
Эрик Шильяно приводит мнение психиатра Роберта Либерта (англ. Robert S. Liebert), который считал, что барельеф «является собирательным образом кормилицы и биологической матери Микеланджело, который был навсегда утрачен для него. Стремление найти это утраченное ощущение счастья в симбиотическом сочетании с грудью было мощной движущей силой для Микеланджело, на что намекают и шутки про кормилицу, приведённые у Вазари и Кондиви»[и]. Шильяно считает, что этим может объясняться такое разительное отличие мадонн с младенцем Микеланджело, от матерей того же Рафаэля или Филиппино Липпи. Мадонны Микеланджело — «чрезвычайно отстранены, амбивалентные и нездешние»[к].
Шильяно проводит параллель между самым ранним произведением «Мадонна у лестницы» и последней известной скульптурой «Пьета Ронданини», как своеобразное воссоединение матери и уже взрослого сына, судьбу которого она знала ещё когда тот был младенцем.
По мнению искусствоведа Саймона Абрахамса (англ. Simon Abrahams), Микеланджело изобразил себя как Христа, а спиной он повернут к зрителю, чтобы не было видно, что в руке он держит «резец и молоток», извлечённые из молока матери. По его прочтению сама Мария является камнем, из которого скульптор-младенец делает свою статую. Дети — это тоже Микеланджело, его «alter ego», которое помогает ему-скульптору добраться до его статуи-мадонны или композиционно связывают его с ней.

## Образ в искусстве
Барельеф «Мадонна у лестницы» стал иконографическим образцом для произведения «Материнство» (фр. Jeune mère allaitant son enfant; дословно — «Молодая мать кормит младенца») французского скульптора Александра Шарпантье (фр. Alexandre Charpentier).
Барельеф упоминается в биографическом романе «Камень и боль» Карела Шульца (1943). В нём Мадонна изображена царицей грядущего Царства Небесного, которая сидит на лестнице как нищенка и охраняет своё дитя . Также произведение описано в романе «Муки и радости» Ирвинга Стоуна (1961). По Стоуну, этот образ является синтезом греческой (языческой) и христианской философий: сюжет христианский, но присутствует героизм и отстраненность, характерные именно для аттических скульптур[л].